# Pruimenmot
De pruimenmot (Grapholita funebrana) is een vlinder uit de familie van de bladrollers (Tortricidae). De spanwijdte van de vlinder bedraagt tussen de 10 en 15 millimeter. De soort overwintert als rups. Het diertje komt verspreid over het Palearctisch gebied voor.

## Taxonomie
De pruimenmot hoort tot het ondergeslacht Aspila en de wetenschappelijke naam wordt daarom soms weergegeven als Grapholita (Aspila) funebrana.

## Waardplanten

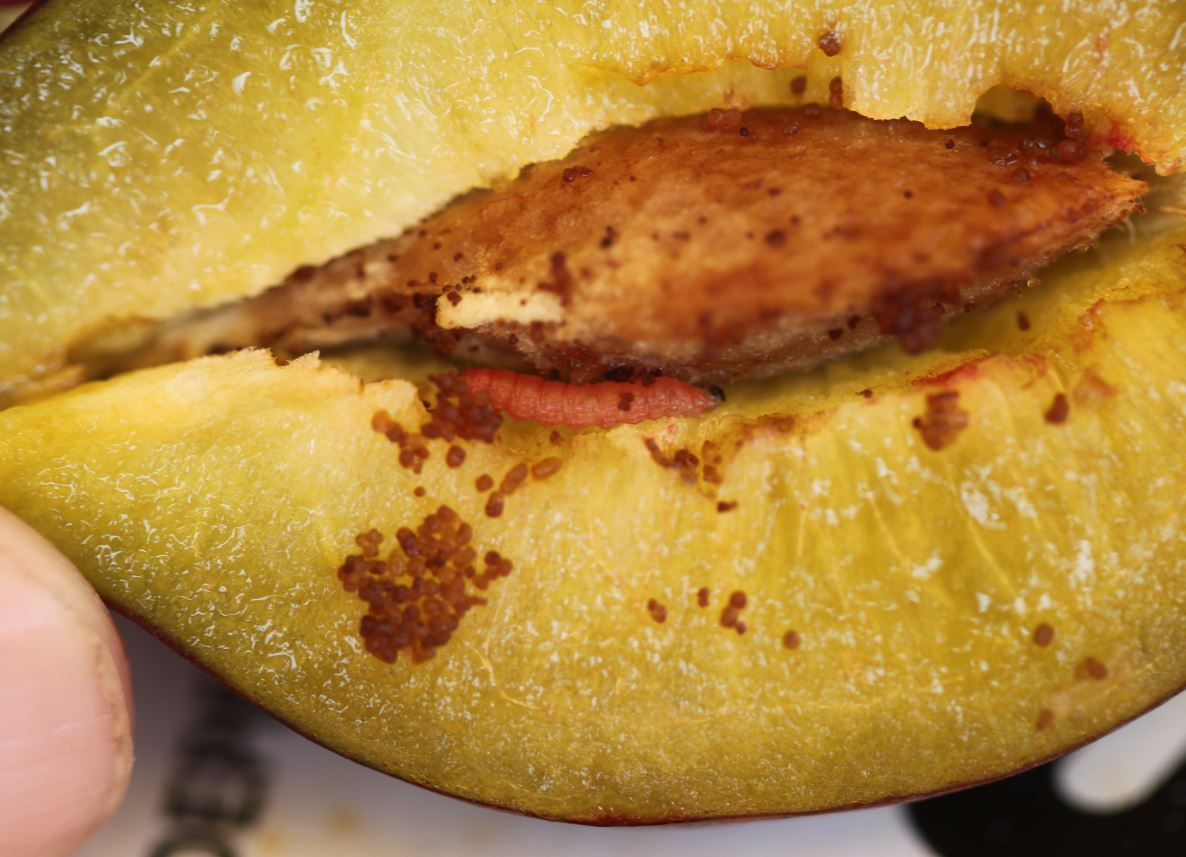
Rups

De pruimenmot heeft pruim, sleedoorn en andere Prunus-soorten als waardplanten. De rups leeft in de vrucht. De soort kan zich ontwikkelen tot plaaginsect.

## Voorkomen in Nederland en België
De pruimenmot is in Nederland en in België een weinig gemelde soort, die verspreid over het hele gebied kan worden gezien. Waarschijnlijk komt de soort meer voor dan de meldingen doen vermoeden. De soort kent twee generaties, die vliegen van eind april tot in september.